# Tervaskanto
Tervaskanto je čtvrté studiové album od finské kapely Korpiklaani. Bylo vydáno v roce 2007.

## Seznam skladeb
| Pořadí         | Název                   | Hudba          | Text             | Délka |
| -------------- | ----------------------- | -------------- | ---------------- | ----- |
| 1.             | Let's Drink             | Järvelä        | Järvelä          | 02:43 |
| 2.             | Tervaskanto             | Järvelä        | Jyrkäs           | 03:54 |
| 3.             | Viima                   | Järvelä        | Jyrkäs           | 03:33 |
| 4.             | Veriset äpärät          | Kauppinen      | Jyrkäs           | 04:27 |
| 5.             | Running with the Wolves | Kauppinen      | -instrumentální- | 03:53 |
| 6.             | Liekkiön isku           | Kauppinen      | Jyrkäs           | 02:56 |
| 7.             | Palovana                | Kauppinen      | Jyrkäs           | 05:04 |
| 8.             | Karhunkaatolaulu        | Järvelä        | Jyrkäs           | 02:52 |
| 9.             | Misty Fields            | Kauppinen      | Järvelä          | 03:25 |
| 10.            | Vesilahden veräjillä    | Järvelä        | Jyrkäs           | 06:58 |
| 11.            | Nordic Feast            | Järvelä        | -instrumentální- | 02:46 |
| Celková délka: | Celková délka:          | Celková délka: | Celková délka:   | 42:31 |

## Obsazení

### Kapela
- Jonne Järvelä - zpěv, kytara, mandolína
- Kalle "Cane" Savijärvi - kytara, doprovodný zpěv
- Jarkko Aaltonen - baskytara
- Juho Kauppinen - harmonika, kytary, doprovodný zpěv
- Jaakko "Hittavainen" Lemmetty - viola, jouhikko, irská píšťalka, zobcová flétna, dudy
- Matti Johansson - bicí, doprovodný zpěv

### Hosté
- Juha Jyrkäs - zpěv, kantele a texty